# Attentat auf Paweł Adamowicz

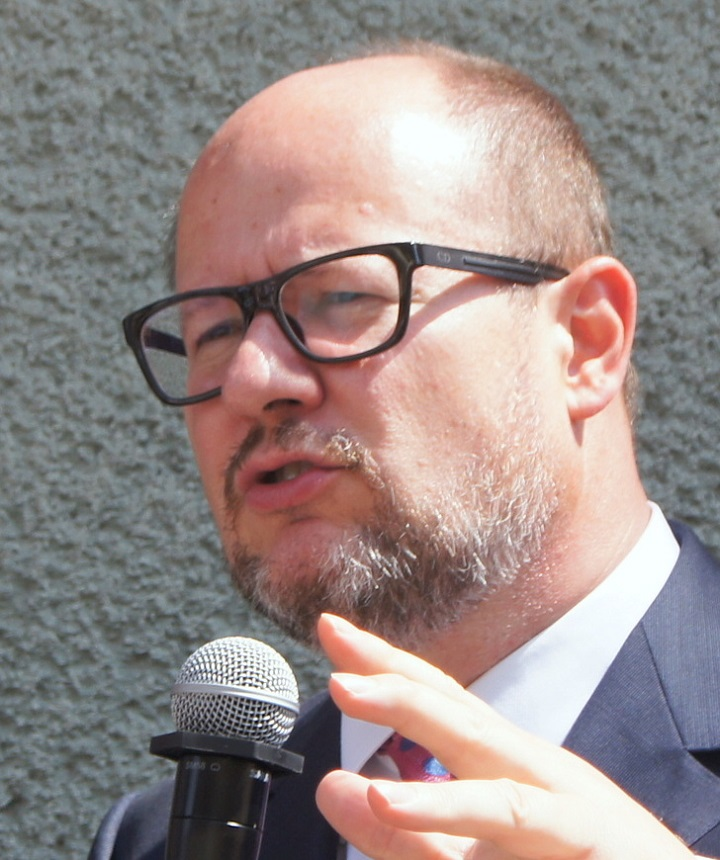
Paweł Adamowicz (2018)

Das Attentat auf Paweł Adamowicz bezeichnet das Attentat auf den Danziger Bürgermeister Paweł Adamowicz durch Stefan Wilmont am 13. Januar 2019 auf dem Kohlenmarkt in Danzig während des 27. Finales des Großen Orchesters der Weihnachtshilfe.
Am Tag des Angriffs nahm Paweł Adamowicz an einer Wohltätigkeitsveranstaltung teil. Auf der Bühne fügte der Angreifer ihm drei Stichwunden zu. Adamowicz starb am Nachmittag des nächsten Tages im Krankenhaus an seinen Verletzungen.
Der Angriff auf Paweł Adamowicz wurde in den polnischen und internationalen Medien ausführlich kommentiert.
Am 13. Januar 2019 fand in Polen das Finale der 27. Ausgabe des Großen Orchesters der Weihnachtshilfe statt. Aus diesem Anlass organisierte das Regionale Freiwilligenzentrum in Danzig ein Benefizkonzert „Gdańsk For Orchestra“ auf dem Kohlenmarkt, das um 15.00 Uhr begann. Am Abend stand Paweł Adamowicz auf der Bühne, der wenige Minuten vor 20 Uhr eine kurze Rede hielt und allen dankte, die das Große Orchester der Weihnachtshilfe unterstützten.
Um 20:00 Uhr, kurz vor Beginn des üblichen Feuerwerks namens Light to Heaven, rannte Stefan Wilmont, der auf der Bühne stand, auf Adamowicz zu und stach dreimal mit einem Messer auf ihn ein. Der Angreifer übernahm dann eines der Mikrofone und gab folgende öffentliche Erklärung ab:

„Halo! Halo! Nazywam się Stefan Wilmont. Siedziałem niewinny w więzieniu. Siedziałem niewinny w więzieniu. Platforma Obywatelska mnie torturowała. Dlatego właśnie zginął Adamowicz!”

„Hallo! Hallo! Ich heiße Stefan Wilmont! Ich saß unschuldig im Gefängnis. Ich saß unschuldig im Gefängnis. Platforma Obywatelska hat mich gefoltert. Deshalb ist Adamowicz gestorben!“

Nach dieser Rede wurde er von einem Techniker überwältigt und anschließend an Sicherheitskräfte übergeben, die die Veranstaltung absicherten, die ihn wiederum den Polizeibeamten übergaben.
Der Name des Täters (Wilmont) wurde aus rechtlichen Gründen bis zur Urteilsverkündung am 16. März 2023 nicht veröffentlicht. Das Bild des Täters wurde aufgrund des erheblichen öffentlichen Interesses veröffentlicht.

## Der Täter
Zum Zeitpunkt des Vorfalls war Stefan Wilmont 27 Jahre alt und Einwohner des Danziger Stadtteils Oliwa. Er stammt aus einer großen Familie. Nach Erkenntnissen von Journalisten wurde er als Teenager kriminell, beging Diebstähle, Raubüberfälle und Betrügereien. Darüber hinaus wurde ihm damals ein hohes Maß an Aggressivität und Drogenmissbrauch nachgesagt.
Zwischen dem 8. Mai und dem 12. Juni 2013 verübte Stefan Wilmont drei Banküberfälle im Stadtteil Zaspa. Dabei bedrohte er Mitarbeiter der Einrichtungen mit Waffen, wodurch drei von ihnen an anhaltenden nervösen Störungen litten. Er benutzte eine Schreckschusspistole, die später vom Gericht als Schusswaffe eingestuft wurde. Insgesamt stahl er 15.920 PLN (3.799,55 Euro), von denen nur 2.550 PLN (608,60 Euro) aus dem letzten Raubüberfall, bei dem er von der Polizei festgenommen wurde, wiedererlangt wurden. Den Rest des gestohlenen Geldes verwendete Stefan Wilmont „für Taxis, Lebensmittel und ein Casino“ sowie für eine Reise auf die Kanaren. Für alle vier Übergriffe wurde er am 29. Mai 2014 vom Bezirksgericht in Danzig zu 5 Jahren und 6 Monaten Haft und einer Geldstrafe von 4.000 PLN verurteilt. Das Gericht ordnete außerdem eine Geldstrafe von jeweils 5.000 PLN für drei der geschädigten Bankmitarbeiter an. Er verbüßte seine Haftstrafe, auf die ihm sein Aufenthalt in Untersuchungshaft seit Mitte 2013 angerechnet wurde. Er wurde am 8. Dezember 2018 freigelassen.
Während seiner Haftstrafe stellte Stefan Wilmont dreimal einen Antrag auf Strafaussetzung zur Bewährung, der jedoch jedes Mal abgelehnt wurde. Einigen Quellen zufolge wurde bei ihm 2016 im Gefängnis paranoide Schizophrenie diagnostiziert und er wurde medikamentös behandelt und therapiert – als sich Stefan Wilmonts Gesundheitszustand dadurch besserte, wurde er zur ambulanten Behandlung überwiesen. Einige Monate später weigerte er sich, Medikamente einzunehmen, obwohl er sich nach Angaben der ihn betreuenden Ärzte zu diesem Zeitpunkt in einem guten psychischen Zustand befand.
Kurz vor dem Ende seiner Haftstrafe, am 30. November 2018, meldete die Mutter von Stefan Wilmont der Polizei, dass der psychische Zustand ihres Sohnes schlecht sei. Sie erklärte, er fühle sich durch das Urteil ungerecht behandelt, weil „er die Raubüberfälle mit einer Waffenattrappe begangen hat, nicht mit einer echten Waffe“. Er machte Politiker für seine Situation verantwortlich. Die Mutter sagte auch, dass Stefan Wilmont „etwas Spektakuläres“ plane, damit „jeder von seinem Schaden erfährt“. Die Polizei leitete diese Informationen an den Gefängnisdienst weiter, ohne anzugeben, dass sie von der Mutter des Gefangenen stammten. Aus diesem Grund beschränkten sich die ergriffenen Maßnahmen auf Gespräche mit Stefan Wilmont und Mithäftlingen sowie psychologische Beratung, wodurch eine Bedrohung ausgeschlossen wurde.
Unmittelbar nach der Haftentlassung flog Stefan Wilmont nach Warschau. Dort verlor er im Kasino den Rest seines Überbrückungsgeldes (ca. 2.000 PLN), kehrte dann mit dem Zug nach Danzig zurück und blieb bis zum Tag des Attentats bei seiner Familie.
Nach dem Attentat und der Festnahme kündigte der stellvertretende Generalstaatsanwalt an, dass Stefan Wilmonts psychische Gesundheit von zwei Psychiatern untersucht werde. Die Untersuchung wurde am 30. Januar durchgeführt, aber die Ergebnisse erwiesen sich als nicht schlüssig. Daher beantragte die Staatsanwaltschaft, Stefan Wilmont im Krankenhaus des Untersuchungsgefängnisses Krakau unter forensische und psychiatrische Beobachtung zu stellen. Im Oktober lag der Staatsanwaltschaft ein weiteres Gutachten vor, das nach Angaben der Ermittler jedoch unvollständig war. Daher wurde eine weitere Beobachtung von Stefan Wilmont durch ein anderes Ärzteteam angeordnet. In von einigen Medien zitierten Erklärungen sagte der forensische Psychiater, Vorsitzender der Polnischen Gesellschaft für forensische Psychiatrie, Jerzy Pobocha, dass das Ereignis Medizinstudenten als klassisches Symptom paranoider Schizophrenie-Erkrankungen gezeigt werden könne.

## Reaktionen auf den Angriff

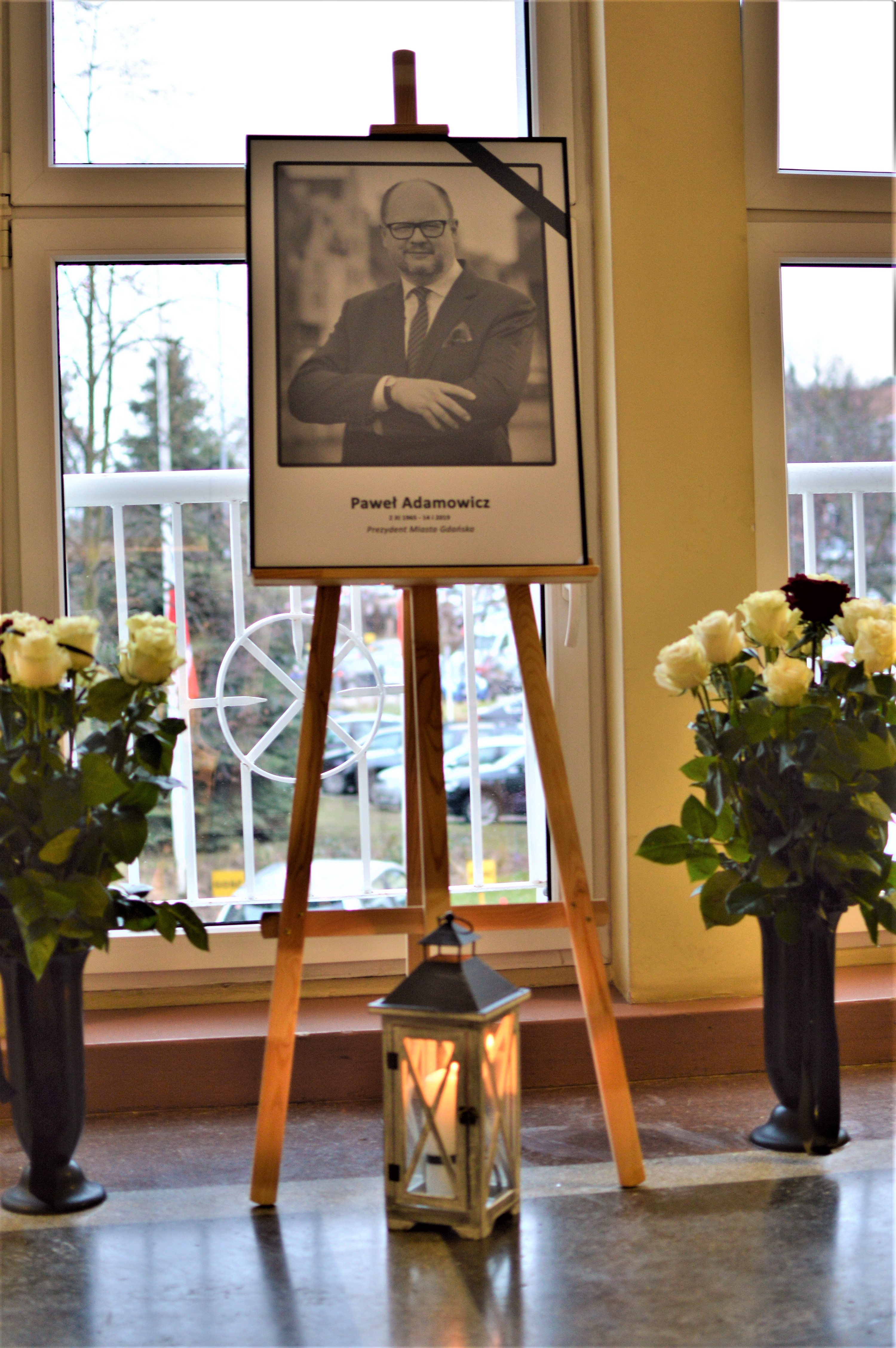
Rathaus in Danzig – Porträt von Paweł Adamowicz im Saal

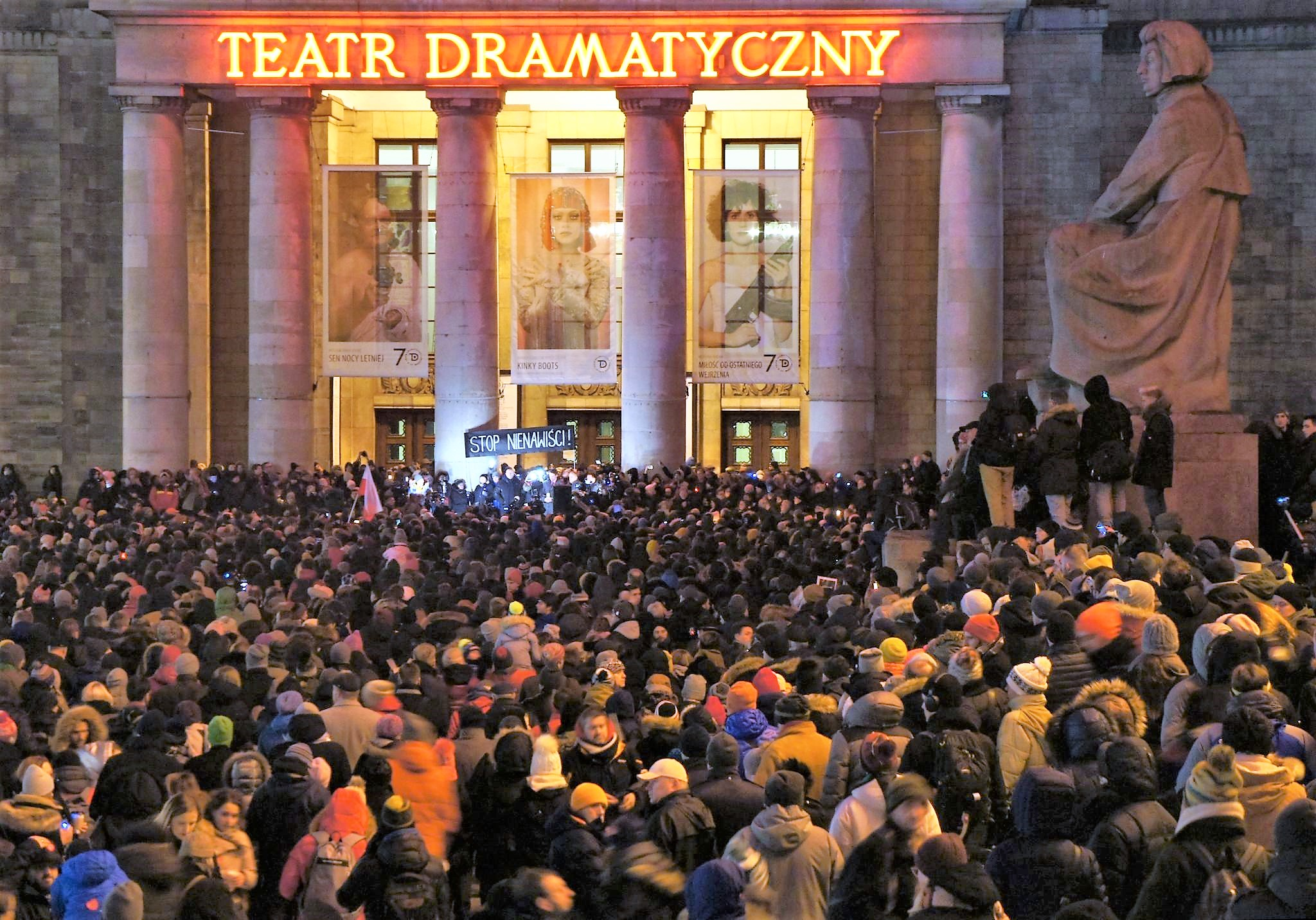
14. Januar 2019: Demonstration gegen Gewalt in Warschau

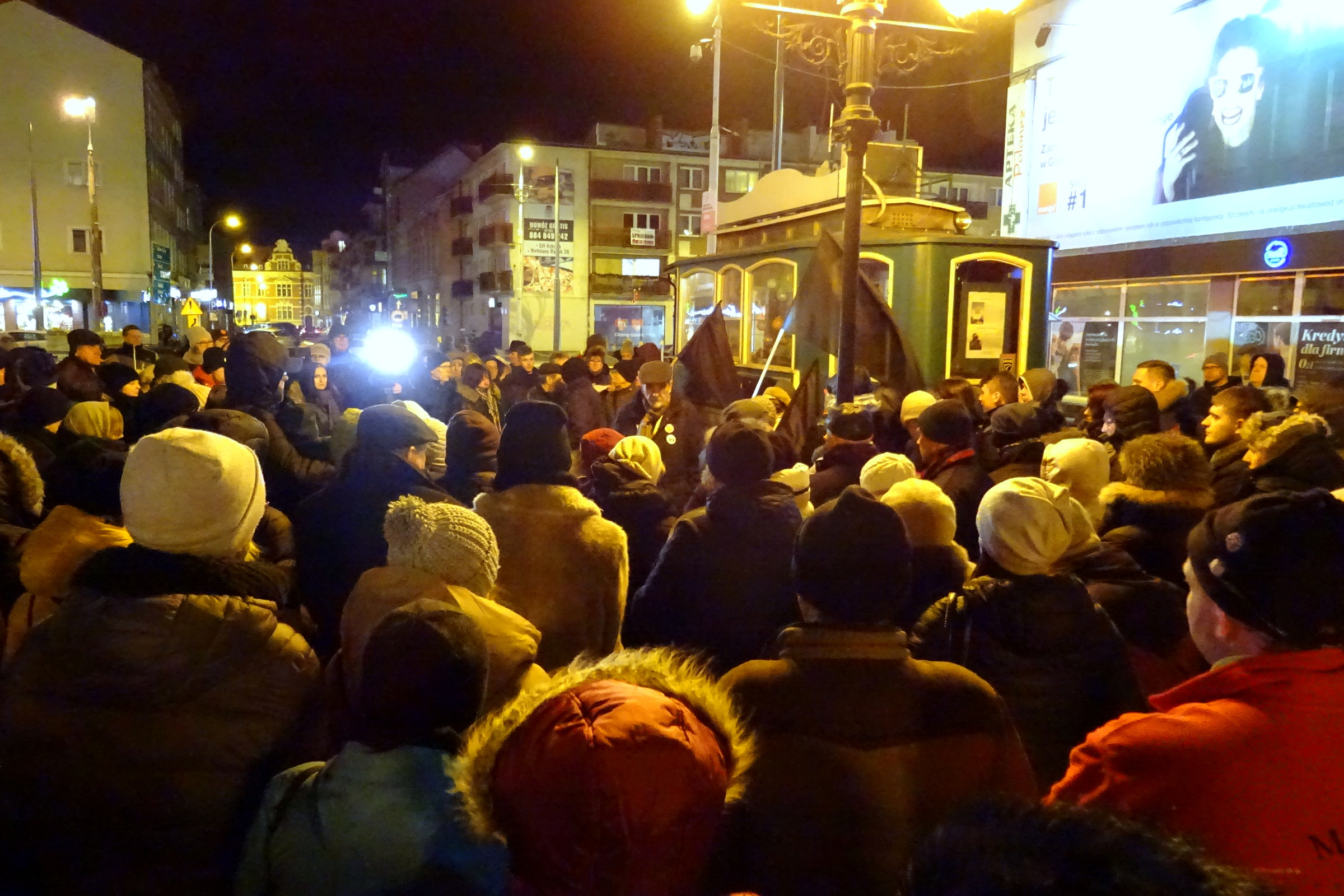
Demonstration in Gorzów Wielkopolski

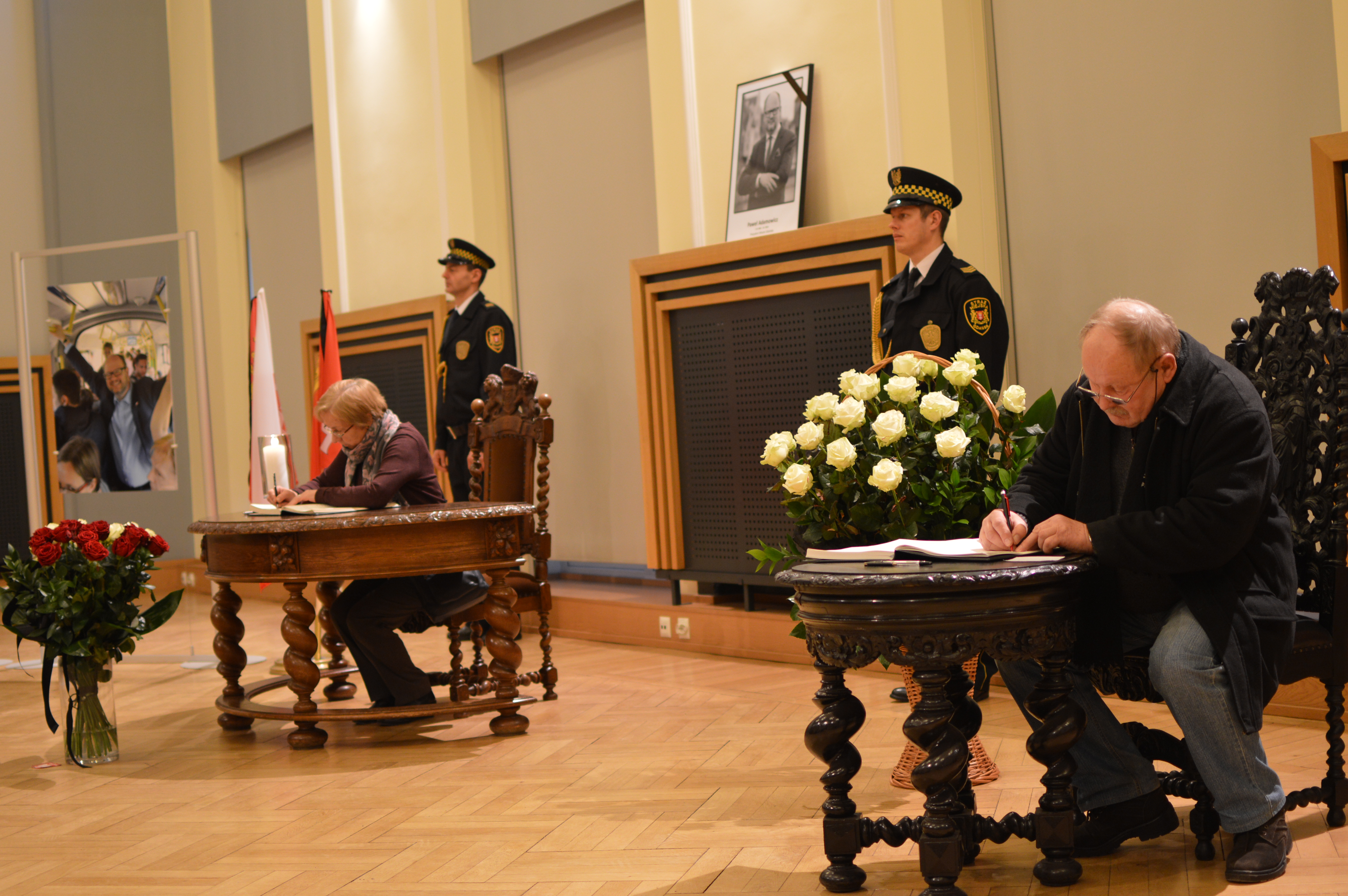
Rathaus in Danzig – Eintragungen in die Kondolenzbücher

Am 14. Januar, dem Tag nach dem Tod des Danziger Bürgermeisters, beschloss der polnische Präsident Andrzej Duda, den Tag der Bestattung von Paweł Adamowicz zum Tag der Staatstrauer zu erklären. Zwei Tage später wurde festgelegt, dass die Trauerzeit vom 18. Januar, 17:00 Uhr bis zum 19. Januar um 19:00 Uhr dauern solle.
Am 15. Januar gab die erste stellvertretende Bürgermeisterin von Danzig, Aleksandra Dulkiewicz, auf einer Pressekonferenz bekannt, dass Danzig vom 15. bis 19. Januar um Bürgermeister Adamowicz trauern werde. An denselben Tagen wurde auf Beschluss des Bürgermeisters von Warschau, Rafał Trzaskowski, auch in der Hauptstadt Trauer verkündet – Massenveranstaltungen wurden abgesagt und Flaggen auf offiziellen Gebäuden auf halbmast gesetzt. Auf Beschluss des Pommerschen Woiwoden Dariusz Drelich galt damals auch in der Pommerschen Woiwodschaft Trauer.
Am 16. Januar gedachte das polnische Parlament Paweł Adamowicz auf Bitten des Vorsitzenden der Platforma Obywatelska, Grzegorz Schetyna, mit einer Schweigeminute. Die führenden Politiker der Regierungspartei PiS Beata Mazurek, Ryszard Terlecki und Jarosław Kaczyński waren nicht anwesend, was laut Beata Mazurek auf eine Verspätung zurückzuführen war.
In mehreren polnischen Städten würdigten die Behörden den Verstorbenen und legten Kondolenzbücher aus, so etwa in Sosnowiec, Sopot und Posen.

### Demonstrationen gegen Gewalt
Am Tag nach dem Angriff fand in Danzig auf dem Langen Markt eine Kundgebung statt, die ursprünglich als eine Form des Widerstands gegen Hass und Gewalt geplant war, aber nach dem Tod von Paweł Adamowicz zu einer Versammlung wurde, um seiner zu gedenken. Laut PAP nahmen etwa 16.000 Menschen an der Kundgebung teil, darunter der Präsident des Europäischen Rates Donald Tusk, der stellvertretende Sprecher des Senats Bogdan Borusewicz, der pommersche Woiwode Dariusz Drelich und der ehemalige polnische Präsident Lech Wałęsa. Ähnliche Kundgebungen fanden auch in anderen polnischen Städten statt.
Am selben Tag fand in der Konkathedrale der Kathedralbasilika der Himmelfahrt der Allerheiligsten Jungfrau Maria in Danzig ein ökumenischer Trauergottesdienst unter Teilnahme von Vertretern der in Danzig anwesenden Religionen und Konfessionen und während des ökumenischen Neujahrstreffens in Danzig statt. Im Lutherischen Zentrum in Warschau appellierten die im Polnischen Ökumenischen Rat zusammengeschlossenen Kirchen, die Spirale des Hasses zu stoppen. Am 16. Januar fanden in vielen polnischen Städten Versammlungen zum Gedenken an Paweł Adamowicz statt.

### Großes Orchester der Weihnachtshilfe
Am 14. Januar gab Jerzy Owsiak seinen Rücktritt von seinem derzeitigen Amt als Vorstandsvorsitzender des Großen Orchesters der Weihnachtshilfe bekannt und begründete seine Entscheidung damit, dass die Stiftung und er selbst für den Tod des Bürgermeisters von Danzig verantwortlich seien (obwohl er selbst diese Anschuldigungen nicht für gerechtfertigt hielt). Als direkten Grund für seinen Rücktritt nannte Owsiak die wachsende Welle des Hasses gegen ihn. Am 19. Januar kehrte er nach Zustimmungsvoten in die Geschäftsführung der Stiftung zurück.

### Kommentare
Der Anschlag wurde von politischen Kreisen in Polen und im Ausland verurteilt. Bedauern äußerten unter anderem der Präsident der Republik Polen Andrzej Duda, der Präsident des Europäischen Rates Donald Tusk und der Vizepräsident der Europäischen Kommission Frans Timmermans.
Einige Kommentatoren wiesen auf die Ähnlichkeiten zwischen dem Ereignis in Danzig und dem Attentatsversuch auf Präsident Gabriel Narutowicz oder Marek Rosiak hin.
Am 16. Januar sagte die Frau des Bürgermeisters, Magdalena Adamowicz, in einem Interview mit Gazeta Wyborcza:

„Wierzę, że życzenia Pawła byłyby dwa. Po pierwsze, by Jerzy Owsiak mimo tych tragicznych wydarzeń dalej był prezesem Wielkiej Orkiestry Świątecznej Pomocy. Po drugie, byśmy kontynuowali jego dzieło, jakim jest stowarzyszenie „Wszystko dla Gdańska” – ma do spełnienia 50 apolitycznych celów, jest proobywatelskie, działa dla mieszkańców. Stąd prośba rodziny, by na sobotni pogrzeb nie przynosić kwiatów i zniczy, ale by wesprzeć bliskie mężowi organizacje. Wolontariusze z puszkami będą w kościele i przed kościołem. Taka jest moja wola i wiem, że taka byłaby wola mojego męża.”

„Ich glaube, dass Pauls Wünsche zwei wären. Erstens, dass Jerzy Owsiak trotz dieser tragischen Ereignisse weiterhin Präsident des Great Orchestra of Christmas Charity bleiben würde. Lassen Sie uns zweitens seine Arbeit fortsetzen, die der Verein „Wszystko dla Gdańska” ist – er hat 50 unpolitische Ziele zu erfüllen, ist bürgerfreundlich, arbeitet für die Einwohner. Daher die Bitte der Familie, keine Blumen und Kerzen zur Beerdigung am Samstag mitzubringen, sondern Organisationen zu unterstützen, die meinem Mann nahe stehen. Freiwillige mit Dosen werden in der Kirche und vor der Kirche sein. Das ist mein Wille, und ich weiß, es wäre der Wille meines Mannes.“

Die Ermordung von Adamowicz aufgrund der Vorwürfe des Messerwerfers gegen die Bürgerplattform löste in den Medien eine Diskussion über Spaltungen, wachsende Aggression in der Politik und Hassrede aus, insbesondere im Zusammenhang mit Drohungen und Beleidigungen gegen Adamowicz, die in den vorangegangenen Monaten aufgetaucht waren, und die – nach Ansicht einiger Kommentatoren – unzureichende Reaktion staatlicher Institutionen auf solche Phänomene. Einige führten auch hasserfüllte Kommentare von Oppositionspolitikern und die zustimmende Reaktion der Medien darauf an. Die Bürgermeister mehrerer Städte (darunter Breslau, Warschau und Toruń) haben angekündigt, dass in Schulen in ihrer Umgebung Unterricht zum Thema Hassreden durchgeführt werde. Es gab auch Spekulationen in den Medien über die möglichen Auswirkungen des Mordes an Adamowicz auf die polnische Politik im Jahr 2019, einem Jahr der Doppelwahlen – angesetzt waren Europawahl- und Parlamentswahlen. Unmittelbar nach dem Putsch war eine Aufweichung der Sprache der Politiker zu beobachten. Mehrere Politiker, darunter der Präsident des Europäischen Rates, Donald Tusk, haben sich verpflichtet, die Ideale, die Adamowicz im Leben geleitet haben, weiter umzusetzen. Es gab auch Kommentare über die Schaffung eines neuen politischen „Mythos“, vergleichbar mit den als „Smolensk-Religion“ bezeichneten Ansichten zum Flugunfall von Smolensk 2010 im Jahr 2010, diesmal unter Wählern mit liberalen Ansichten. Dem wurde die Ansicht gegenübergestellt, dass diese Wählergruppe wenig empfänglich für Mythen sei.

#### Kritik an den Materialien von Telewizja Polska über Paweł Adamowicz
Seit der Abhängigkeit von Telewizja Polska von der Regierung befassten sich die Informationssendungen von Telewizja Polska in zahlreichen Materialien mit der Figur von Paweł Adamowicz. Angehörige von Paweł Adamowicz sowie eine Reihe von Publizisten nannten diese Aktionen eine Kampagne. Magdalena Adamowicz sagte, dass Telewizja Polska ihrer Meinung nach zum Tod ihres Mannes beigetragen habe.
Laut dem Bericht von Newton Media für die Stadt Danzig hat sich Telewizja Polska im Laufe des Jahres 2018 1.773 Mal mit Paweł Adamowicz befasst, davon 877 Erwähnungen auf TVP Info, 593 Erwähnungen auf TVP Gdańsk und über 300 weitere Erwähnungen auf TVP1 und TVP2. Janusz Schwertner erklärte, dass TVP-Reporter Adamowicz „als Immobilienbetrüger, Mitautor des Skandals des Amber-Gold, als Politiker, der gegen das Polentum kämpft und Nazismus und Kommunismus fördert“, dargestellt hätten.
Die Materialien von Telewizja Polska über Paweł Adamowicz wurden vom Ethikrat der Medien in Polen kritisiert. Er erklärte, dass „der Empfänger – Leser, Radiohörer, Fernsehzuschauer – das Recht auf die Wahrheit hat. […] In TVP-Veröffentlichungen über den Bürgermeister von Danzig wurde dem Empfänger dieses Rechts abgesprochen. […] In keiner der von ihnen analysierten Publikationen wurde Paweł Adamowicz eine Chance gegeben, die Anschuldigungen zu widerlegen, Argumente vorzubringen, um den direkt, zwischen den Zeilen oder in den Titeln formulierten Anschuldigungen zu widersprechen, die den tatsächlichen Verlauf der beschriebenen Ereignisse verzerrten oder die Tatsachen so verbogen, dass sie gegen den Bürgermeister von Danzig sprachen. Er wurde verleumdet, aber er hatte kein Recht, sich zu verteidigen.“
Nach dem Tod von Paweł Adamowicz im Januar 2019 stellte der Bürgermeister von Posen, Jacek Jaśkowiak, fest, dass die Aktivitäten des „polnischen Fernsehens voller perfider Propagandisten und hasserfüllter Materialien“ mit der Ermordung von Paweł Adamowicz in Zusammenhang standen. Jaśkowiak nannte TVP-Programme „die Gosse.“ Im Zusammenhang mit der Aussage von Jacek Jaśkowiak reichte TVP im Februar 2019 Klage gegen ihn ein und forderte eine Entschuldigung. Jaśkowiak gab bekannt, dass er nicht beabsichtige, sich zu entschuldigen, und im September 2020 wies das Berufungsgericht die Klagen von Telewizja Polska ab.
Ebenfalls im Januar 2019 machte der polnische Sänger Krzysztof Skiba öffentlich Jacek Kurski, den Präsidenten von Telewizja Polska, moralisch für den Mord an Paweł Adamowicz verantwortlich und sagte in einem Interview mit Polsat News, dass „die öffentlichen Medien sauer auf den Bürgermeister von Danzig sind, und hier sind wir haben die Ergebnisse.“ Für diese Aussage wurde der Musiker von Kurski verklagt. Am 23. Juni 2020 erließ das Warschauer Gericht zweiter Instanz eine endgültige Entscheidung in diesem Fall und erkannte an, dass Skiba diese Worte hätte verwenden dürfen.
Kurz nach dem Tod von Paweł Adamowicz erhob das polnische Fernsehen Klagen wegen Verleumdung gegen Wojciech Sadurski, den Journalisten der Gazeta Wyborcza Wojciech Czuchnowski und die Journalistin der Polityka Ewa Siedlecka, die den Tod des Bürgermeisters von Danzig mit auf TVP ausgestrahlten Materialien in Verbindung gebracht hatten. Im Juli 2020 stellte das Bezirksgericht Warschau das Verfahren gegen Siedlecka und Czuchnowski rechtskräftig ein.
Der Beauftragte für Bürgerrechte Adam Bodnar stellte fest, dass „das Material von Nachrichten in Telewizja Polska vom Todestag […] von Paweł Adamowicz völlig einseitig war und das Prinzip des Pluralismus, das für die journalistische Arbeit unabdingbar ist, nicht berücksichtigt“ worden sei.
Er erklärte auch, dass die Aktionen von TVP „als Hassrede gegen einen bestimmten Politiker“ wahrgenommen werden könnten und die öffentlichen Medien, einschließlich TVP, mit den Aktionen der Staatsanwaltschaft gegen Paweł Adamowicz übereinstimmten, die nach Ansicht des Ombudsmann „unverhältnismäßig waren und die Form von Belästigung annahmen“. Adam Bodnar wies auch darauf hin, dass der Mörder von Paweł Adamowicz während seines Gefängnisaufenthalts (von 2014 bis zum 8. Dezember 2018) möglicherweise Zugang zu Inhalten hatte, die auf TVP Info ausgestrahlt wurden, und dass dies eine der Fragen ist, „die in diesem Fall geklärt werden sollten. Was könnten die Folgen des fehlenden Zugangs zu einer Meinungsvielfalt sein und könnte dies auch das Verhalten [des Mörders von Pawel Adamowicz] beeinflusst haben?“
Im Januar 2019 veröffentlichte der Gefängnisdienst eine Liste von Fernsehsendern, zu denen Gefangene im Gefängnis in Malbork, in dem Stefan Wilmont inhaftiert war, Zugang haben sollten. Der TVP-Infokanal war nicht auf der Liste. Major Bartłomiej Turbiarz vom Zentralvorstand des Strafvollzugsdienstes erklärte, dass Verurteilte, die ihre Strafe im Gefängnis in Malbork verbüßen, den Fernsehsender TVP Info nicht sehen könnten. Investigative Journalisten wiederum zeigten, dass das Gefängnis über ein digitales terrestrisches Fernsehsignal verfügte, in dem TVP Info verfügbar ist, und die Einrichtung über Geräte verfügte, die es ermöglichten, es zu empfangen. Daher wurde darauf hingewiesen, dass die Behauptung des Gefängnisdienstes, Stefan Wilmont habe während seines Gefängnisaufenthalts keinen Zugang zu TVP Info gehabt, falsch sei. Ein Zellengenosse von Stefan Wilmont sagte, dass „sie manchmal Nachrichten geschaut haben, meistens auf Polsat und TVN“.
Im Januar 2020 entschied das Bezirksgericht in Warschau, dass der am 31. Oktober 2016 auf TVP Info ausgestrahlte Anti-Immigranten-Spot, der eine Einführung in die Diskussion in der aktuellen Sendung Minęła 20 darstellte, „unerlaubte Manipulation“ verwendete und „die Persönlichkeitsrechte der Gemeinde als Gemeinschaft verletze“. Die Ausstrahlung des TVP-Materials soll zudem „den Ruf und die Glaubwürdigkeit von Bürgermeister Adamowicz und das Vertrauen in die lokale Regierungseinheit untergraben“ haben. Das Gericht forderte TVP Info auf, sich im Fernsehen und über soziale Medien zu entschuldigen und 50.000 PLN für das Unterstützungszentrum für Einwanderer und Einwanderer in Danzig zu zahlen. Laut dem Richter haben „die Autoren des Materials keine journalistische Integrität und Sorgfalt gewahrt“.

## Klagen
Der Eigentümer und der Leiter des während der Veranstaltung eingesetzten Sicherheitsdienstes wurden mit Urteil des Bezirksgerichts in Danzig vom Februar 2023 für schuldig befunden, die Teilnehmer des GOCC-Konzerts unbeabsichtigt der unmittelbaren Gefährdung des Lebens oder der Gesundheit ausgesetzt zu haben, und zu einer Bewährungsstrafe verurteilt.

## Gerichtsurteil
Der Attentäter, Stefan Wilmont, wurde am 16. März 2023 für schuldig befunden und zu einer lebenslangen Freiheitsstrafe mit der Möglichkeit der Bewährung nach 40 Jahren verurteilt. Dies ist die höchstmögliche Strafe nach polnischem Recht. Das Gericht entzog ihm außerdem für einen Zeitraum von zehn Jahren seine Bürgerrechte.